# حقبة (يافع)

تعديل مصدري - تعديل

حقبة هي إحدى قرى عزلة لبعوس بمديرية يافع التابعة لمحافظة لحج، بلغ تعداد سكانها 531 نسمة حسب تعداد اليمن لعام 2004.